# Mary Milne
Mary Milne (gift Dumbrill), född juli 1914, England, död 3 juni 2014, var en brittisk friidrottare med hoppgrenar som huvudgren. Milne blev silvermedaljör vid den IV.e damolympiaden 1934 och var en pionjär inom damidrott.

## Biografi
Milne föddes 1914 i mellersta England.
Den 20 augusti 1932 blev hon brittisk mästare i höjdhopp utomhus vid tävlingar i Mitcham, London. Hon försvarade titeln även 1933 och 1935.
1934 deltog hon vid den IV:e damolympiaden i London där hon vann silvermedalj i höjdhopp (delad med Margaret Bell) med 1,525 meter, samma år deltog hon även vid British Empire Games i London där hon slutade på en 4:e plats i höjdhopp.
1935 och 1936 blev hon även brittisk mästare i höjdhopp inomhus.
Milne gifte sig kring 1936 och drog sig tillbaka från tävlingslivet.